# Adoxophyes heteroidana
Adoxophyes heteroidana is een vlinder uit de familie van de bladrollers (Tortricidae). De wetenschappelijke naam van de soort is voor het eerst geldig gepubliceerd in 1881 door Edward Meyrick.